# Duarte Barbosa
Duarte Barbosa (Lisboa, c. 1480-isla de Cebú, 1 de mayo de 1521) fue un escritor y comerciante portugués. Era hijo de Diego Barbosa y cuñado de Fernando de Magallanes.
En 1485 Barbosa fue el primer portugués que visitó Baréin, que luego sería parte del Estado de Jabrid.
El Libro de Duarte Barbosa, publicado en 1518, contiene una descripción de las tierras que bordean el Océano Índico.

## Circunnavegación de la Tierra
Barbosa formó parte de la tripulación de Fernando de Magallanes en la expedición de circunnavegación junto con otras 260 personas de diferentes rangos. Durante este viaje escribió recuentos detallados sobre las culturas extranjeras que visitaba.
Entre sus compañeros en la expedición de Magallanes estaban:
- Juan Sebastián Elcano, quien comandó la expedición luego de la muerte de Magallanes y completó la primera circunnavegación del mundo.
- Esteban Gómez, primer piloto, que se amotinó en el estrecho de Magallanes y regresó a España con la nave San Antonio.
- Álvaro de Mezquita, familiar de Magallanes y oficial de la expedición, que asumió el mando del San Antonio después del motín de Esteban Gómez.
- Gonzalo Gómez de Espinosa, capitán del barco Trinidad.
- Francisco Albo, piloto.
- Pedro de Valderrama.
- Juan Serrano, capitán del Santiago.
- Ginés de Mafra.
- Enrique de Malaca (del sultanato de Malaca), esclavo de Magallanes a quien Duarte Barbosa maltrataba.
- Antonio Pigafetta, cronista.
- Cristóvão Rebêlo, hijo ilegítimo de Magallanes, que también murió lanceado en Mactán.

Barbosa logró cristianizar a Humabón (el rajá de la isla de Cebú). Este les solicitó a los españoles que asesinaran a Lapu Lapu, el jefe de la isla Mactán. El 27 de abril de 1521, Magallanes y sus soldados desembarcaron en la isla (en lo que ellos denominaban «descubrimiento»), pero fueron rechazados por unos mil guerreros, que los diezmaron (batalla de Mactán) y mataron a Magallanes. Duarte Barbosa fue uno de los sobrevivientes. Fue nombrado capitán del barco Victoria y comandante de la expedición ―junto a João Serrão―.
Duarte Barbosa maltrataba a Enrique de Malaca y le amenazaba con enviarlo a Portugal como esclavo de la viuda de Magallanes, por lo que Enrique urdió un complot con el rajá Humabón para matar a los españoles. Dos días después, el rajá Humabón les ofreció un banquete, en el que los envenenó.